# Carlos II de Saboya
Carlos Juan Amadeo de Saboya (en italiano, Carlo Giovanni Amedeo di Savoia; Turín, 23 de junio de 1489-Moncalieri, 16 de abril de 1496) fue duque de Saboya desde 1490 hasta 1496 como Carlos II. También fue rey titular de Chipre, Jerusalén y Armenia, príncipe titular de Antioquía, y conde titular de Trípoli. 

## Biografía
Nació en Turín, hijo del duque Carlos I de Saboya y de Blanca de Montferrato, 
Durante su reinado su madre, Blanca de Montferrato, actuó como regente. El rey Carlos VIII de Francia invadió los territorios de Saboya y Piamonte en su campaña de conquista de Nápoles, y la Casa de Saboya estableció su residencia en Turín, donde permanecieron hasta la Unificación de Italia. 
El duque Carlos murió en Moncalieri con seis años, cayendo de su cama, y el ducado fue heredado por Felipe II de Saboya.

## Ascendencia
| Carlos II de Saboya | Padre: Carlos I de Saboya    | Abuelo paterno: Amadeo IX de Saboya          | Bisabuelo paterno: Luis I de Saboya          | Tatarabuelo paterno: Amadeo VIII de Saboya                                           |
| Carlos II de Saboya | Padre: Carlos I de Saboya    | Abuelo paterno: Amadeo IX de Saboya          | Bisabuelo paterno: Luis I de Saboya          | Tatarabuela paterna:María de Borgoña                                                 |
| Carlos II de Saboya | Padre: Carlos I de Saboya    | Abuelo paterno: Amadeo IX de Saboya          | Bisabuela paterna: Ana de Chipre             | Tatarabuelo paterno: Jano de Chipre, Jerusalén y Cilicia                             |
| Carlos II de Saboya | Padre: Carlos I de Saboya    | Abuelo paterno: Amadeo IX de Saboya          | Bisabuela paterna: Ana de Chipre             | Tatarabuela paterna: Carlota de Borbón-La Marche                                     |
| Carlos II de Saboya | Padre: Carlos I de Saboya    | Abuela paterna: Yolanda de Francia           | Bisabuelo paterno: Carlos VII de Francia     | Tatarabuelo paterno: Carlos VI de Francia                                            |
| Carlos II de Saboya | Padre: Carlos I de Saboya    | Abuela paterna: Yolanda de Francia           | Bisabuelo paterno: Carlos VII de Francia     | Tatarabuela paterna: Isabel de Baviera-Ingolstadt                                    |
| Carlos II de Saboya | Padre: Carlos I de Saboya    | Abuela paterna: Yolanda de Francia           | Bisabuela paterna: María de Nápoles          | Tatarabuela paterno: Luis II de Nápoles y Sicilia, duque de Anjou, conde de Provenza |
| Carlos II de Saboya | Padre: Carlos I de Saboya    | Abuela paterna: Yolanda de Francia           | Bisabuela paterna: María de Nápoles          | Tatarabuela paterna: Yolanda de Aragón                                               |
| Carlos II de Saboya | Madre: Blanca de Montferrato | Abuelo materno: Guillermo VIII de Monferrato | Bisabuelo materno: Juan Jaime de Montferrato | Tatarabuelo materno: Teodoro II de Montferrato, príncipe de Bizancio                 |
| Carlos II de Saboya | Madre: Blanca de Montferrato | Abuelo materno: Guillermo VIII de Monferrato | Bisabuelo materno: Juan Jaime de Montferrato | Tatarabuela materna: Juana de Bar                                                    |
| Carlos II de Saboya | Madre: Blanca de Montferrato | Abuelo materno: Guillermo VIII de Monferrato | Bisabuela materna: Juana de Saboya           | Tatarabuelo materno: Amadeo VII de Saboya                                            |
| Carlos II de Saboya | Madre: Blanca de Montferrato | Abuelo materno: Guillermo VIII de Monferrato | Bisabuela materna: Juana de Saboya           | Taratabuela materna: Bona de Berry                                                   |
| Carlos II de Saboya | Madre: Blanca de Montferrato | Abuela materna: Isabel María Sforza          | Bisabuelo materno: Francisco I de Milán      | Tatarabuelo materno:Muzio Attendolo Sforza                                           |
| Carlos II de Saboya | Madre: Blanca de Montferrato | Abuela materna: Isabel María Sforza          | Bisabuelo materno: Francisco I de Milán      | Tatarabuela materna: Lucía Terzani                                                   |
| Carlos II de Saboya | Madre: Blanca de Montferrato | Abuela materna: Isabel María Sforza          | Bisabuela materna: Blanca María Visconti     | Tatarabuelo materno: Filippo Maria Visconti                                          |
| Carlos II de Saboya | Madre: Blanca de Montferrato | Abuela materna: Isabel María Sforza          | Bisabuela materna: Blanca María Visconti     | Tatarabuela materna: Inés del Maino                                                  |

| Predecesor: Carlos I | Duque de Saboya 13 de marzo de 1490-16 de abril de 1496 | Sucesor: Felipe II |

- Datos: Q520508
- Multimedia: Charles II, Duke of Savoy / Q520508